# Берман, Рик
Ри́чард «Рик» Кит Бе́рман (англ. Richard «Rick» Keith Berman; 25 декабря 1945 года, Нью-Йорк, США) — американский телевизионный продюсер и сценарист, больше всего известный как исполнительный продюсер сериалов «Звёздный путь», сменивший на этой роли умершего Джина Родденберри.

## Работа на телевидении
Ричард Кит Берман родился 25 декабря 1945 года в Нью-Йорке.
В 1967 году окончил Висконсинский университет в Мадисоне, получив степень бакалавра искусств.
С 1977 по 1982 год работал над детским сериалом The Big Blue Marble для канала PBS. Эта работа удостоилась премии «Эмми» как выдающийся детский сериал.
С 1982 по 1984 год Берман работал для каналов HBO и PBS как независимый продюсер.
С 1984 года Берман перешёл в Paramount Pictures на должность директора программ. При его участии в эфире появились такие популярные в Америке шоу, как «Весёлая компания» и «Секретный агент Макгайвер».

## Звёздный путь
В 1987 году Джин Родденберри пригласил Бермана к работе над сериалом «Звёздный путь: Следующее поколение».
После смерти Родденберри Берман возглавил работы над шоу.
Рик Берман был исполнительным продюсером и соавтором сериалов: «Звёздный путь: Глубокий космос 9» (с Майклом Пиллером), «Звёздный путь: Вояджер» (с Джери Тэйлор) и «Звёздный путь: Энтерпрайз» (с Брэнноном Брагой).
Берман также спродюсировал полнометражные фильмы «Звёздный путь: Поколения», «Звёздный путь: Первый контакт», «Звёздный путь: Восстание», «Звёздный путь: Возмездие».
В середине 2006 года Берман заявил, что больше не будет участвовать в продюсировании «Звёздного пути».